# Erdély FM
Az Erdély FM  2007-ben létrehozott marosvásárhelyi székhelyű rádió, illetve rádióprodukciós iroda. Elsősorban közszolgálati tematikákat feldolgozó rádióműsorokat gyártott számos erdélyi rádiónak, viszont frekvencia hiányában interneten kezdett sugározni. 2009 nyarán kezdte el a sugárzást a 97,1 MHz-en Marosvásárhelyen és környékén. A rádió hosszabb távú tervei közt szerepel Erdély nagy részének, főleg a szórványmagyar területeknek a lefedése. 2010 áprilisától szól Maroshévíz környékén. 2014-től Csíkszereda környékén is hallható.
Az Erdély FM működtetője a Janovics Jenő Alapítvány, illetve kiemelt támogatója a Communitas Alapítvány. Igazgató: Kelemen Attila.

## Műsorok
- Arcvonal – közéleti műsor[5]
- Bajnokok reggelije – reggeli gazdasági ébresztő[5]
- Csalóka napfény - Erdély történelme[5]
- Promózóna – reklámról, brandingról érthetően
- Esti mese[6]
- Ego-track – a műsorvezetők kedvencei
- Jam – zenei válogatás avatott városlakóknak
- Kultimátum[5]
- Kultúr Kakaó – kulturális műsor
- Szett Down – alvós zene
- Szett Up – ébredős zene
- Szülők iskolája – A Pszichotrillák különkiadása gyermeknevelésről az „elég jó szülőknek”
- Putumayo – világzenei válogatás
- MetroGnom – peremzenei műsor
- Pszichotrillák – pszichológiai műsor[5]

## Frekvenciák
| Adó            | Frekvencia |
| -------------- | ---------- |
| Marosvásárhely | 97,1 MHz   |
| Maroshévíz     | 105,4 MHz  |
| Csíkszereda    | 88,1 MHz   |